# Indra Lal Roy
Pour les articles homonymes, voir Roy.
Indra Lal « Laddie » Roy (Bengalî : ইন্দ্রলাল রায়), né le 2 décembre 1898 à Calcutta et mort le 22 juillet 1918 à Estevelles, était un as de l'aviation indienne. Il a servi durant la Première Guerre mondiale au sein du Royal Flying Corps, puis de la Royal Air Force.

## Biographie
Né à Calcutta, en Inde, le 2 décembre 1898, il est le fils de deux bengalîs, P.L. et Lolita Roy. Quand la Première Guerre mondiale éclate, Indra Lal est inscrit à la St Paul's School de Londres, en Angleterre.
Cinq mois après avoir fêté son dix-huitième anniversaire, en avril 1917, il s'engage dans le Royal Flying Corps, où il est nommé sous-lieutenant le 5 juillet. Après s'être entraîné et formé au tir à Vendôme et à Turnberry (en), il rejoint l'escadron no 56 le 30 octobre. Roy fait alors partie du groupe « A », commandé par l'as Richard Maybery (en), capitaine gallois. 
Deux mois plus tard, le 6 décembre, Roy se blesse lors du crash de son S.E.5, dû à un atterrissage raté. Après une période de convalescence, durant laquelle il dessine les plans de futurs avions, Roy reprend du service, et est transféré vers l'escadron no 40 du capitaine irlandais George McElroy, en juin 1918.
Après son retour au service actif, alors que des incertitudes subsistaient sur sa capacité à reprendre le travail, Roy obtient dix victoires aériennes (dont deux partagées) en treize jours, la première survenant le 6 juillet au-dessus de Drocourt, contre un Hanovre C. Celle-ci est suivie de trois autres victoires en l'espace de quatre heures, le 8 juillet (deux Hanovre C et un Fokker D.VII). Roy sort victorieux deux nouvelles fois le 13 juillet (un Hanovre C et un Pfalz D.III), tout comme le 15 juillet (deux Fokker D.VII au-dessus de Hulluch), et encore une fois trois jours plus tard (un DFW C.V). Roy obtient sa dernière victoire le 19 juillet, abattant un Hanovre C au-dessus de Cagnicourt.

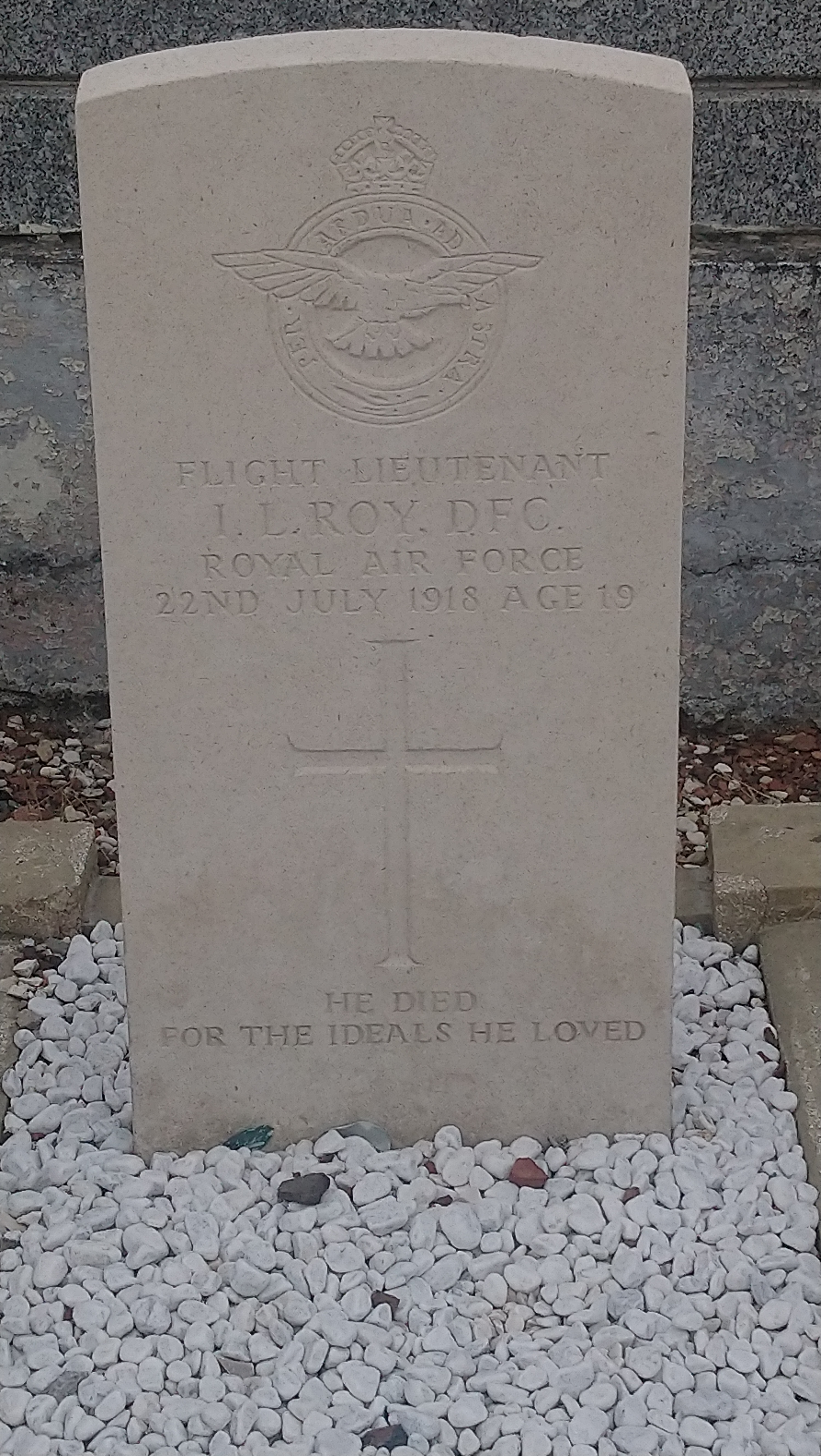
Tombe d'Indra Lal roy au cimetière communal d'Estevelles

Il est finalement tué au-dessus d'Estevelles le 22 juillet 1918, dans un combat aérien qui l'opposa à des Fokker D.VII de la Jasta 29. Roy est décoré à titre posthume avec la Distinguished Flying Cross en septembre 1918, pour ses actions durant la période du 6 au 19 juillet 1918. Il est encore aujourd'hui enterré au cimetière communal d'Estevelles.